# Logement van de Vijf Steden
Het Logement van de Vijf Steden is een 18e-eeuws monumentaal gebouw aan de Kneuterdijk in Den Haag, dat wordt gebruikt door de Raad van State.

## Achtergrond
Vertegenwoordigers van de Hollandse steden hadden zitting in de Staten van Holland. De afgevaardigden kwamen bijeen in Den Haag en werden dan ondergebracht in een logement. Grotere steden hadden hun eigen pand, zoals het logement van Amsterdam en het logement van Rotterdam, de vijf Noord-Hollandse steden Edam, Hoorn, Medemblik, Monnickendam en Purmerend deelden een logement. In de 17e eeuw hadden ze een onderkomen aan de Lange Vijverberg. In 1748 werd een pand aan de Kneuterdijk gekocht naast paleis Kneuterdijk, het stadspaleis dat Johan Hendrik van Wassenaer Obdam had laten bouwen door Daniël Marot.

## Geschiedenis van Kneuterdijk 22

### Vanaf de middeleeuwen
In de late middeleeuwen had het huis Wassenaer zijn woning en hof aan de Kneuterdijk. Na de moord op Aleid van Poelgeest en Willem Cuser in 1392, was Filips van Wassenaer een van de verdachten. Hij werd bij verstek veroordeeld tot ballingschap en het huis werd in brand gestoken en verwoest.
Rond 1400 werd een nieuw huis gebouwd. Door het huwelijk van Maria van Wassenaer (1512-1544) met Jacob van Ligne, kwam het bezit in de familie Van Ligne. Kleinzoon Lamoraal van Linge werd in 1610 stadhouder van Artesië en hij verkocht het huis aan Johan van Oldenbarnevelt. Van Oldenbarnevelt had het huis bestemd voor zijn schoonzoon Cornelis van der Mijle en dochter Maria, en woonde zelf in het naastgelegen pand. Na de staatsgreep van prins Maurits werd Van Oldenbarnevelt onthoofd en zijn familie gedwongen het land te verlaten. Het huis werd ter beschikking gesteld aan Frederik V van de Palts, een neef van Maurits, en diens vrouw Elizabeth Stuart. Frederik was slechts een winter koning van Bohemen geweest (1619-1620), wat hem de bijnaam Winterkoning opleverde. Het huis werd in die tijd wel Hof van Bohemen genoemd. Toen de familie Van der Mijle-Van Oldenbarnevelt terug mocht keren naar Den Haag, bewoonden zij een vleugel van het huis en werd Maria hofdame van Elizabeth. Adriaan van der Mijle erfde het huis van zijn ouders en zijn weduwe Petronella van Wassenaer Duvenvoirde liet het in 1671 verbouwen. Er werden twee woonhuizen tot stand gebracht, met een gezamenlijke symmetrische voorgevel, met een middenrisaliet bekroond door een fronton, vergelijkbaar met de gevel van het gebouw van het Haags Historisch Museum (de voormalige Sint Sebastiaansdoelen) aan de Korte Vijverberg. Rond 1700 werden beide woonhuizen door de familie Van der Mijle verkocht.

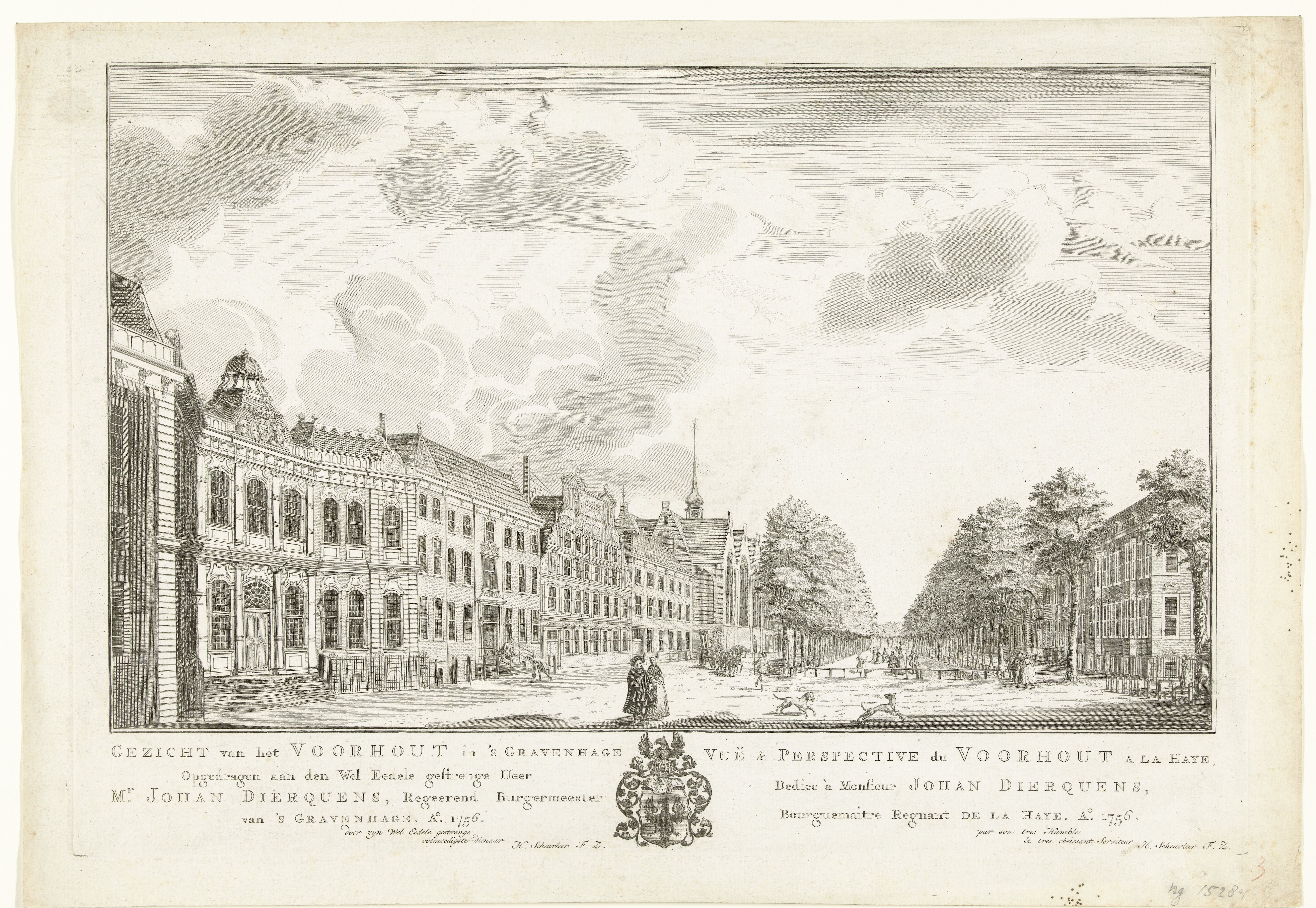
Gezicht op het Lange Voorhout vanaf de Kneuterdijk (1756), vastgelegd door Iven Besoet. Aan de linkerkant achtereenvolgens het paleis Kneuterdijk, het logement van de Vijf Steden, de voormalige huizen van Van Oldenbarnevelt en zijn zoon en de Kloosterkerk.

### Logement van de Vijf Steden
In 1748 kochten de samenwerkende vijf Hollandse steden de beide woningen aan de Kneuterdijk. Hoorn werd voor twee-zesde eigenaar, de steden Edam, Monnickendam, Medemblik en Purmerend elk voor een zesde deel. Het geheel werd opnieuw verbouwd; het werd verhoogd en kreeg een nieuwe asymmetrische voorgevel. Deze werd waarschijnlijk ontworpen door meester-metselaar Jan van Swieten. De gevel werd negen traveeën breed, met vensters met roedenverdeling. De twee linkertraveeën risaleren onder een schildkap. Het rechterdeel heeft in de middentravee de entreepartij met bordestrap, over de hoogte van het pand zijn natuurstenen omlijstingen aangebracht om de deur en de bovengelegen vensters. Boven het raam op de verdieping werden de wapenschilden van de vijf steden aangebracht. Aan weerszijden van de entree hangt een lantaarn. Het pand wordt van de straat gescheiden door een laag hekwerk met paaltjes. Dit uiterlijk, op een paar kleine wijzigingen na, heeft het pand tot op de dag van vandaag behouden.  De volksvertegenwoordigers sliepen op de bovenverdieping, verder waren er twaalf grote en kleine vertrekken, waaronder vergaderzalen. De kastelein en het overige personeel woonden naast de kelders in het onderhuis.
In 1795 werd de Bataafse Republiek uitgeroepen en werden de Staten van Holland opgeheven. Het logement was niet langer nodig en kwam leeg te staan. In 1800 werd de inboedel geveild. Het pand werd een aantal keren kortstondig verhuurd en als kazerne gebruikt.

### In nieuwe handen
In 1806 werd het voormalig logement verkocht aan de staat en werd het departement van financiën erin gevestigd. Dat vertrok echter al snel uit het pand, toen koning Lodewijk Napoleon in 1807 zijn regering verhuisde. Daarna werd het gebruikt als Koninklijke Militaire School (tot 1810) en opslag van staatsarchieven. Van 1811 tot 1813 was de prefectuur van het departement van de Monden van de Maas in het gebouw gevestigd, waarna opnieuw het Ministerie van Financiën erin trok.
In 1975 verhuisde het Ministerie naar het Korte Voorhout. De panden aan de Kneuterdijk 20, 22 en 24, dat wil zeggen het paleis Kneuterdijk, het voormalige logement en het voormalig woonhuis van Johan van Oldenbarnevelt, werden samengetrokken voor de Raad van State. Het complex werd 14 juni 1983 heropend door koningin Beatrix, in aanwezigheid van prinses Juliana en vicevoorzitter Willem Scholten.

## Monumentenstatus
In 1967 werd het pand als rijksmonument ingeschreven in het monumentenregister.